# 1178

سنة 1178 كانت سنة بسيطة تبدأ يوم الأحد (سوف يظهر الرابط التقويم الكامل للعام) حسب التقويم اليولياني.

## أحداث
- قبائل تشام تغزو أنغكور وات عاصمة دولة الخمير

## مواليد
- ياقوت الرومي - شاعر وخطاط وأديب ومؤرخ بغدادي.